# Vuelo 4823 de Rico Linhas Aéreas
El Vuelo 4823 de Rico Linhas Aéreas fue un vuelo corto recorrido interno brasileño de Cruzeiro do Sul, y Tarauacá a Rio Branco. El 8 de agosto de 2002, el Embraer EMB 120 Brasilia, registro PT-WRQ, vuelo en la ruta se estrelló en las fuertes lluvias. De los 31 a bordo, 23 murieron incluyendo a los tres miembros de la tripulación, y 20 de los 28 pasajeros.
A medida que el Brasilia estaba en aproximación a Rio Branco, los controladores de tierra les concede el permiso de la tripulación de vuelo para aterrizar. El avión entró entonces en una tormenta de lluvia y poco después de un impacto con el suelo en primer lugar de la cola, a 1,5 km del aeropuerto. El fuselaje se rompió en tres secciones y se produjo un incendio, hubo daños en el avión sin posibilidad de reparación.